# Karel Aalbers
Karel Aalbers (Velp, 28 juni 1949) is een Nederlands ondernemer, investeerder en voetbalbestuurder.
Aalbers was van 1984 tot 2000 voorzitter van Vitesse. Door zijn rol op bestuurlijk niveau droeg hij sterk bij aan de successen van de club. Hij groeide uit tot een van de boegbeelden van Vitesse en werd in 1998 benoemd tot 'Gouden Vitessenaar'. Aalbers was ook de bedenker en ontwikkelaar van Gelredome, het eerste multifunctionele stadion in de wereld. Als marketingconsulent was hij internationaal actief bij het realiseren van multifunctionele stadionconcepten.

## Biografie
Karel Aalbers begon met werken in de juwelierszaak van zijn vader in Velp. Ondertussen doorliep hij de opleiding tot goudsmid. Vervolgens nam hij het bedrijf van zijn vader over. Aalbers was een supporter van Vitesse. In 1984 trad de toen 35-jarige Aalbers aan als voorzitter van de Arnhemse voetbalclub. Betaald voetbal was zo goed als ten einde in Arnhem. Vitesse vreesde voor haar voortbestaan door een schuldenlast uit het verleden. Aalbers ging eigenhandig met de pet rond in de omgeving. Het resultaat mocht er zijn, maar was bij lange na niet voldoende om de club te redden. Een financiële bijdrage van onder andere de gemeente Arnhem was noodzakelijk om betaald voetbal voor Arnhem te behouden. Om de gemeente te overtuigen moest de Arnhemse bevolking openlijk laten zien dat zij liefde hadden voor Vitesse, omdat Aalbers dan een troef richting de gemeente zou hebben waar hij had aangeklopt voor 200.000 gulden. Aalbers deed met een microfoon op de middenstip een beroep op de bevolking. Op 21 april 1985 mocht iedereen gratis de wedstrijd bezoeken tegen VVV-Venlo (3-0). Er kwamen liefst zevenduizend mensen naar het stadion. Uiteindelijk ging de gemeente op 17 juni 1985 tóch overstag met 20 stemmen voor en 17 tegen. Daarna herstelde Vitesse zich en kon de club weer op de toekomst richten.
In het najaar van 1987 werd Bert Jacobs aangesteld als hoofdtrainer. In 1989 werd Vitesse kampioen in de Eerste Divisie. Een jaar later, na een vierde plek in de Eredivisie, toog de Arnhemse club voor het eerst Europa in. Tussendoor bereikte de club ook nog de bekerfinale, waarin PSV te sterk was. Aalbers kwam met ambitieuze beleidsplannen voor de aansluiting met de vaderlandse top, de Europese subtop en voor de bouw van een nieuw stadion voor Vitesse in Arnhem-zuid. Het stadion moest een grote inkomstenbron worden voor Vitesse, naast de wedstrijden van Vitesse moesten er ook veel andere evenementen worden gehouden. Samen met hoofdsponsor NUON groeide provincieclub Vitesse uit naar een stabiele subtopper in de Eredivisie. Voorzitter Aalbers schetste de vergezichten en NUON-voorzitter Tob Swelheim (1937-2023) zorgde voor de financiering. Onder de twee heren kocht Vitesse veel dure spelers. Op 25 maart 1998 werd stadion GelreDome, met een capaciteit van 25.000 zitplaatsen, feestelijk geopend. Het stadion wordt door supporters van Vitesse ook wel het Karel Aalbers Stadion genoemd.
Nog vóór het seizoen 2000/2001 kwam er een einde aan een succesvolle periode voor Vitesse, zowel sportief als financieel. Jarenlang konden Aalbers en Swelheim hun gang gaan, maar uiteindelijk riepen de toezichthouders van NUON beiden een halt toe. Na het zien van de cijfers van Vitesse eisen NUON-commissarissen een direct vertrek van Aalbers, vanwege vermoedelijke fraude. Op 15 februari 2000 wordt Aalbers definitief afgezet bij Vitesse. Wegens het uitbetalen van portretrechten aan speler Nikos Machlas in het buitenland om belasting te ontwijken, werd Aalbers in 2005 veroordeeld tot een geldboete van €20.000 en twee maanden voorwaardelijk. Hij ging niet in hoger beroep. NUON stopte met onmiddellijke ingang als hoofdsponsor en deed belangen in Vitesse over aan stichting de Nabije Toekomst. Aalbers maakte bekend dat hij 25 getuigen zou op laten roepen om duidelijk te maken dat er een heuse campagne is gevoerd om zijn imago te besmeuren. Swelheim kondigde niet veel later zijn vertrek aan bij het energiebedrijf.
Na het vertrek van Aalbers en NUON rezen de schulden van de club tot grote hoogte, wat zich in de seizoenen erop ook zijn weerslag had op de sportieve resultaten. Een groep, de 'Vrienden van Vitesse', van ongeveer 15 vermogende mensen uit omgeving Arnhem stond garant voor het begrotingstekort. Bestuursleden Cor Guijt, Herman Veenendaal en Jan Snellenburg namen de Vitesse-belangen over voor vijf miljoen gulden van NUON. Mede door de hulp van de 'Vrienden van Vitesse', de gemeente Arnhem en de provincie Gelderland werd Vitesse behoed voor een faillissement en kon de licentie voor betaald voetbal behouden blijven. Karel Aalbers bleef geliefd bij het voetbalpubliek in Arnhem, zijn naam werd nog jaren gescandeerd in het stadion.

## Overig
Aalbers was tot 1996 honorair-consul van Oezbekistan. In het Vestagebouw aan de Arnhemse Jansbuitensingel was jarenlang zijn kantoor: Aalbers Europe Consultancy gevestigd. Aalbers was verantwoordelijk voor het marketingplan van het kegelvormige complex Future Dome in Shanghai.
- International Standard Name Identifier: 0000 0003 8794 2908
- Nederlandse Thesaurus van Auteursnamen: 234834390
- Virtual International Authority File: 280949863
- WorldCat: E39PBJcWqtrp6KwcJPfV7VkhpP